# ديفيد جون دو لوبنفلز
ديفيد جون دو لوبنفلز (1925-2016) (بالإنجليزية: David John de Laubenfels)‏ هو عالم نبات أمريكي.